# Финландски център
Финландски център (на фински: Suomen Keskusta; на шведски: Centern i Finland) е центристка земеделска и либерална политическа партия във Финландия.
Тя е основана през 1906 година и през 20-те години се превръща в една от основните партии в страната. Между 1917 и 1987 година не участва в правителството около 4 години, отново е част от правителствени коалиции през 1991 – 1995, 2003 – 2011 и от 2015 година. Представители на партията са трима президенти на Финландия, включително заемалия поста от 1956 до 1982 година Урхо Кеконен.